# 1970-es Eurovíziós Dalfesztivál
Az 1970-es Eurovíziós Dalfesztivál volt a tizenötödik Eurovíziós Dalfesztivál, melynek Hollandia fővárosa, Amszterdam adott otthont. A helyszín az amszterdami Rai Congrescentrum volt. Ezt a versenyt több okból is jelentősnek tartják a dalverseny történetében.
Hollandia az 1969-es Eurovíziós Dalfesztiválon győztes négy ország egyikeként, sorsolás útján nyerte el a rendezés jogát. Ez volt az egyetlen alkalom, hogy sorsolással döntötték el a verseny helyszínét.

## A résztvevők
Ausztria (akik 1969-ben sem vettek részt), Finnország, Norvégia, Portugália és Svédország bojkottálta a versenyt, mivel elégedetlenek voltak az 1969-es verseny eredményével, és a szavazási rendszerrel.
A visszalépések miatt mindössze 12 dal versenyzett. 1959 óta nem volt ilyen kevés a résztvevők száma. A verseny kezdete óta ez volt az első év arra is, hogy egyetlen visszatérő előadó sem szerepelt a mezőnyben.
Spanyolországot az ekkor pályája elején járó, később nemzetközi ismertségre szert tevő Julio Iglesias képviselte.

## A verseny
Annak érdekében, hogy ne történhessen meg ugyanaz, mint az 1969-es Eurovíziós Dalfesztiválon, új szabályt vezettek be, döntetlen esetére. Ez kimondta, hogy pontazonosság esetén az adott dalokat újból elő kell adni, majd a nem érdekelt országok zsűritagjai kézfeltevéssel szavaznak, hogy szerintük melyik a legjobb dal. Ha itt is döntetlen adódna, akkor megosztoznának az első helyen.
A holland szervezők a résztvevők kevés száma miatt arra kényszerültek, hogy valamivel kitöltsék az időt. Ez egy olyan magas színvonalú műsort eredményezett, amely már nagyban hasonlított a mai versenyekre. A verseny egy a szokásosnál hosszabb megnyitóval kezdődött, mely keretében bemutatták a helyszínt. Ezenkívül mindegyik dal előtt egy rövidfilmet vetítettek, amely az énekeseket saját hazájuk fővárosában mutatta be. Ezeket az úgynevezett "képeslapokat" azóta a mai napig minden versenyen alkalmazzák.
A színpad egyszerű, mégis látványos volt. Egyes részei folyamatosan mozogtak, így biztosítva változatos képet az előadásokhoz. Tervezőjét, Roland de Groot-ot később többször is felkérték, hogy tervezze meg a verseny színpadát (1976-ban, 1980-ban és 1984-ben).
A versenyt Magyarországon élőben közvetítette a Magyar Televízió. Ezt követően két év kihagyás után legközelebb 1973-ban láthatták a magyar nézők a dalfesztivált élőben.

## A szavazás
A szavazás ugyanúgy zajlott, mint az előző években: a részt vevő országok 10-10 zsűritaggal rendelkeztek, akik 1 pontot adtak az általuk legjobbnak ítélt dalnak.
A szavazás a fellépési sorrendnek megfelelően zajlott: az első szavazó a házigazda Hollandia, míg az utolsó Írország volt. A szavazás során az ír dal rögtön az élre állt és végig őrizte is előnyét, a brit dal csak megközelíteni tudta: a jugoszláv zsűri pontjai után holtversenyben álltak az élen. Ám ezután a belga zsűri 10 tagjából 9 Írországra szavazott, mely nagyban hozzájárult az ír győzelemhez. Kilenc a legmagasabb pontszám, melyet ebben a pontozási rendszerben egy tízfős zsűri kiosztott. (1958-ban a dán zsűri is kilenc pontot adott a győztes francia dalnak.)
Írország először nyerte meg a versenyt, míg az Egyesült Királyság már hetedik alkalommal zárt a második helyen. Luxemburg először – és eddig utolsó alkalommal – zárta pont nélkül a versenyt.
A győztes Dana mindössze 18 éves volt, All Kinds Of Everything című dala pedig nagy sláger lett. Sokan politikai jelképnek tartották, hogy az északír Dana nem az Egyesült Királyságot képviselte, hanem Írországot. (Lásd még: Provisional Irish Republican Army)

## Térkép

Részt vevő országok
Országok, melyek korábban részt vettek, de ebben az évben nem

## Eredmények
| #  | Ország             | Nyelv          | Előadó                 | Dal                         | Magyar fordítás               | Helyezés | Pontszám |
| -- | ------------------ | -------------- | ---------------------- | --------------------------- | ----------------------------- | -------- | -------- |
| 01 | Hollandia          | holland        | Hearts of Soul         | Waterman                    | Vízöntő                       | 7.       | 7        |
| 02 | Svájc              | francia        | Henri Dès              | Retour                      | Visszatérés                   | 4.       | 8        |
| 03 | Olaszország        | olasz          | Gianni Morandi         | Occhi di ragazza            | Női szemek                    | 8.       | 5        |
| 04 | Jugoszlávia        | szlovén        | Eva Sršen              | Pridi, dala ti bom cvet     | Gyere, adok neked egy virágot | 11.      | 4        |
| 05 | Belgium            | francia        | Jean Vallée            | Viens l’oublier             | Gyere, felejtsd el őt         | 8.       | 5        |
| 06 | Franciaország      | francia        | Guy Bonnet             | Marie-Blanche               | —                             | 4.       | 8        |
| 07 | Egyesült Királyság | angol          | Mary Hopkin            | Knock, Knock Who’s There?   | Kopp-kopp, ki ő?              | 2.       | 26       |
| 08 | Luxemburg          | francia        | David Alexandre Winter | Je suis tombé du ciel       | Az égből estem ide le         | 12.      | 0        |
| 09 | Spanyolország      | spanyol        | Julio Iglesias         | Gwendolyne                  | Gvendolin                     | 4.       | 8        |
| 10 | Monaco             | francia, angol | Dominique Dussault     | Marlène                     | Marlene                       | 8.       | 5        |
| 11 | Nyugat-Németország | német          | Katja Ebstein          | Wunder gibt es immer wieder | A csodák újra megtörténnek    | 3.       | 12       |
| 12 | Írország           | angol          | Dana                   | All Kinds of Everything     | Mindenféle dolog              | 1.       | 32       |

## Ponttáblázat
|                    | Zsűrik    | Zsűrik | Zsűrik      | Zsűrik      | Zsűrik  | Zsűrik        | Zsűrik             | Zsűrik    | Zsűrik        | Zsűrik | Zsűrik      | Zsűrik   | Zsűrik |
| Össz               | Hollandia | Svájc  | Olaszország | Jugoszlávia | Belgium | Franciaország | Egyesült Királyság | Luxemburg | Spanyolország | Monaco | Németország | Írország |        |
| ------------------ | --------- | ------ | ----------- | ----------- | ------- | ------------- | ------------------ | --------- | ------------- | ------ | ----------- | -------- | ------ |
| Hollandia          | 7         |        |             | 3           | 3       |               |                    | 1         |               |        |             |          |        |
| Svájc              | 8         | 2      |             |             |         |               | 2                  | 1         |               |        |             | 2        | 1      |
| Olaszország        | 5         |        |             |             | 1       |               |                    |           |               | 2      |             | 2        |        |
| Jugoszlávia        | 4         |        |             |             |         |               |                    | 4         |               |        |             |          |        |
| Belgium            | 5         |        |             |             |         |               | 3                  |           | 1             |        |             |          | 1      |
| Franciaország      | 8         |        |             | 1           | 2       |               |                    |           |               |        | 2           |          | 3      |
| Egyesült Királyság | 26        | 3      | 2           | 2           | 4       |               | 2                  |           | 2             |        | 4           | 4        | 3      |
| Luxemburg          | 0         |        |             |             |         |               |                    |           |               |        |             |          |        |
| Spanyolország      | 8         |        |             | 3           |         |               |                    |           | 2             |        | 3           |          |        |
| Monaco             | 5         |        | 1           |             |         | 1             | 2                  |           |               | 1      |             |          |        |
| Nyugat-Németország | 12        |        | 1           | 1           |         |               |                    |           | 3             | 4      | 1           |          | 2      |
| Írország           | 32        | 5      | 6           |             |         | 9             | 1                  | 4         | 2             | 3      |             | 2        |        |